# Tristan Spurlock
Tristan Spurlock (Fairfax, 3 febbraio 1991) è un cestista statunitense.

## Palmarès
- Campionato messicano: 1

Fuerza Regia: 2021